# Mulciber
Mulciber es un género de escarabajos longicornios de la subfamilia Lamiinae. Fue descrito por James Thomson en 1864.

## Especies
- Mulciber albosetosus Breuning, 1939
- Mulciber basimaculatus Breuning, 1939
- Mulciber devosi Voitsekhovskii, 2020
- Mulciber linnei Thomson, 1864
- Mulciber maculosus Breuning, 1939
- Mulciber plagiatus Aurivillius, 1916
- Mulciber pullatus Pascoe, 1867
- Mulciber rosselli Breuning, 1970
- Mulciber rotundipennis Breuning, 1939
- Mulciber ruficornis Breuning, 1958
- Mulciber strandi Breuning, 1939
- Mulciber undulatoides Breuning, 1940